# 공주북캠프
공주북캠프는 충남 공주시 신풍면에 위치한 펜션 시설이다. 1948년 개교하고 2002년 폐교한 영정초등학교를 재단장하여 운영하고 있다.
2008년 공매로 구입후 7년간을 가꾸고 2015년에
팬션과 글램핑 수영장 세미나실 도서관을 시설하여 
공주북캠프로  오픈후 지속적인 부대시설 방방 짚라인 노래방  어린이물놀이시설 돔글램핑 별장식팬션을 신설하고 천연잔디운동장과 아름다운 조경시설로 신서유기
촬영지와  3개공중파 방송으로 이름난 리조트형 팬션 
글램핑으로  유명하다